# Viktors Litvinskis
Viktors Litvinskis (Riga, 7 febbraio 1996) è un ex calciatore lettone, di ruolo difensore.

## Carriera

### Club
Ha giocato nella prima divisione lettone.

### Nazionale
Ha giocato nelle nazionali giovanili lettoni Under-17, Under-19 ed Under-21.

## Palmarès

### Club

#### Competizioni nazionali
- Coppa di Lettonia: 1

Jelgava: 2015-2016